# 1690 в Україні

## Події
- Московський собор наклав анафему на «киевские новые книги» — книги Петра Могили, Кирила Ставровецького, Іоаникія Галятовського, Лазара Барановича, Антіна Радивиловського, Єпифанія Славинецького та інших, писані тодішньою українською літературною мовою.
- Кошовим оманом Січі знову обрано Івана Гусака.

## Особи

### Народились
- Йоан Руський (1690—1730) — православний святий, воїн та сповідник, чудотворні мощі якого спочивають у Греції.
- Веніамін Фальковський (1690—1750) — український релігійний діяч в добу Гетьманщини, ієромонах, начальник Лаврської друкарні.

### Померли
- Теодосій Ґуґуревич — ігумен, ректор Києво-Могилянської академії.
- Іван Самойлович — гетьман Війська Запорозького, політичний та військовий діяч, реформатор, очільник Гетьманщини Лівобережної України та «Обох боків Дніпра» (від 1676 року).
- Гедеон (Святополк-Четвертинський) — єпископ Луцький і Отрозький Константинопольського патріархату. З 1685 року — неканонічний єпископ Московської церкви з титулом Митрополит Київський, Галицький і всієї Русі.

## Засновані, зведені
- Караїчне (Вовчанський район)
- Красилівка (Ставищенський район)
- Куковичі
- Курячівка (Марківський район)
- Макіївка
- Миколаївка (Менський район)
- Морозівка (Міловський район)
- Орлівка (Новгород-Сіверський район)
- Селище (Сарненський район)
- Соколівка (Козелецький район)
- Ясинівка (смт)
- Кам'яниця Лизогубів
- Собор Пресвятої Трійці (Дрогобич)
- Воскресенська церква (Седнів)